# Передовик (Мглинский район)
Передови́к — посёлок в Мглинском районе Брянской области, входит в состав Симонтовского сельского поселения.

## География
Посёлок находится в северо-западной части Брянской области, на расстоянии примерно 7 км (по прямой) к юго-западу от города Мглин, административного центра района.

### Часовой пояс
Посёлок Передовик, как и вся Брянская область, находится в часовой зоне МСК (московское время). Смещение применяемого времени относительно UTC составляет +3:00.

## История
Посёлок упоминается с 1930-х годов. На карте 1941 года показан без названия.

## Население
| 2010 | 2013 |
| ---- | ---- |
| 3    | ↘1   |

### Национальный состав
Согласно результатам переписи 2002 года, в национальной структуре населения русские составляли 100 % из 12 чел.